# Nikola Boranijašević
Nikola Boranijašević (* 19. Mai 1992 in Nova Varoš) ist ein serbischer Fußballspieler.

## Karriere

### Verein
Boranijašević begann seine Laufbahn beim FK Borac Čačak in seinem Heimatland, bei dem er zur Saison 2010/11 in den erweiterten Kader der ersten Mannschaft befördert wurde. Am 9. März 2011 (17. Spieltag) gab er beim 3:0 gegen den FK Čukarički sein Debüt in der Super Liga, der höchsten serbischen Spielklasse, als er in der 79. Minute für Zoran Kostić eingewechselt wurde. Bis Sommer 2015 absolvierte er, unterbrochen durch Leihen zu den Amateurklubs FK Polet Ljubić und FK Rudar Kostolac 2011/12, 60 Partien für Čačak in der SuperLiga und der zweitklassigen Prva Liga.
Im September 2015 wechselte er zum lettischen Erstligisten FK Ventspils. Er debütierte in der Virslīga, der höchsten lettischen Spielklasse, am 11. September (21. Spieltag der Saison 2015) beim 1:2 gegen den FK Jelgava, als er in der Startelf stand. Bis Saisonende spielte er fünfmal in der Liga. In der Spielzeit 2016 avancierte er zum Stammspieler der Letten und kam bis zum Ende der Saison zu 26 Partien in der Virslīga, wobei er ein Tor erzielte. In der Saison 2017 folgten acht Spiele in der Liga (ein Tor). Im Mai gewann er mit der Mannschaft den lettischen Pokal. Zudem spielte er viermal in der Qualifikation zur UEFA Europa League, für die man sich über den dritten Rang in der Virslīga qualifiziert hatte. Ventspils schied nach zwei Siegen gegen Víkingur Gøta von den Färöern in der 2. Runde gegen den schottischen Verein FC Aberdeen aus. Daraufhin kehrte er im Juli desselben Jahres nach Serbien zurück und schloss sich dem Erstligisten FK Napredak Kruševac an. Bis Saisonende 2017/18 kam er 31-mal in der Super Liga zum Einsatz, in der Qualifikation zur Europa League verlor er mit Napredak in der 1. Runde gegen Valur Reykjavík aus Island. 2018/19 absolvierte er 20 Partien, in denen er zwei Tore schoss.
Im Januar 2019 unterschrieb er einen Vertrag beim Schweizer Zweitligisten FC Lausanne-Sport. Er gab am 8. Februar (20. Spieltag) beim 2:2 gegen den FC Vaduz sein Debüt in der Challenge League, der zweithöchsten Schweizer Spielklasse, als er in der Startelf stand. Bis Saisonende spielte er zwölfmal in der Challenge League. 2019/20 verpasste er lediglich eine der 36 Ligapartien und traf dabei zweimal. Im Schweizer Cup bestritt er vier Spiele; die Mannschaft schied im Viertelfinale gegen den FC Basel aus. Am Saisonende stieg Lausanne als Zweitligameister in die erstklassige Super League auf. Boranijašević debütierte in der höchsten Schweizer Spielklasse am 20. September 2020, dem 1. Spieltag, als er beim 2:1 gegen den Servette FC in der Startelf stand. Bis zum Ende der Saison absolvierte er 33 Ligaspiele, in denen er drei Tore erzielte. Im Schweizer Cup kam er einmal zum Einsatz, Lausanne verlor später im Achtelfinale gegen den Grasshopper Club Zürich.
Zur Spielzeit 2021/22 wurde er vom Ligakonkurrenten FC Zürich verpflichtet. Er erhielt einen Vertrag bis zum Sommer 2024. In seiner ersten Saison für den Zürcher Stadtclub wurde er Schweizer Meister. Nach Auslaufen seines Vertrags in Zürich schloss er sich im Sommer 2024 Konyaspor in der Türkei an.

### Nationalmannschaft
Boranijašević bestritt drei Partien für die serbische U-19-Auswahl.

## Erfolge
FK Ventspils
- Lettischer Pokalsieger: 2016/17

FC Zürich
- Schweizer Meister: 2021/22